# Betsy Beutler

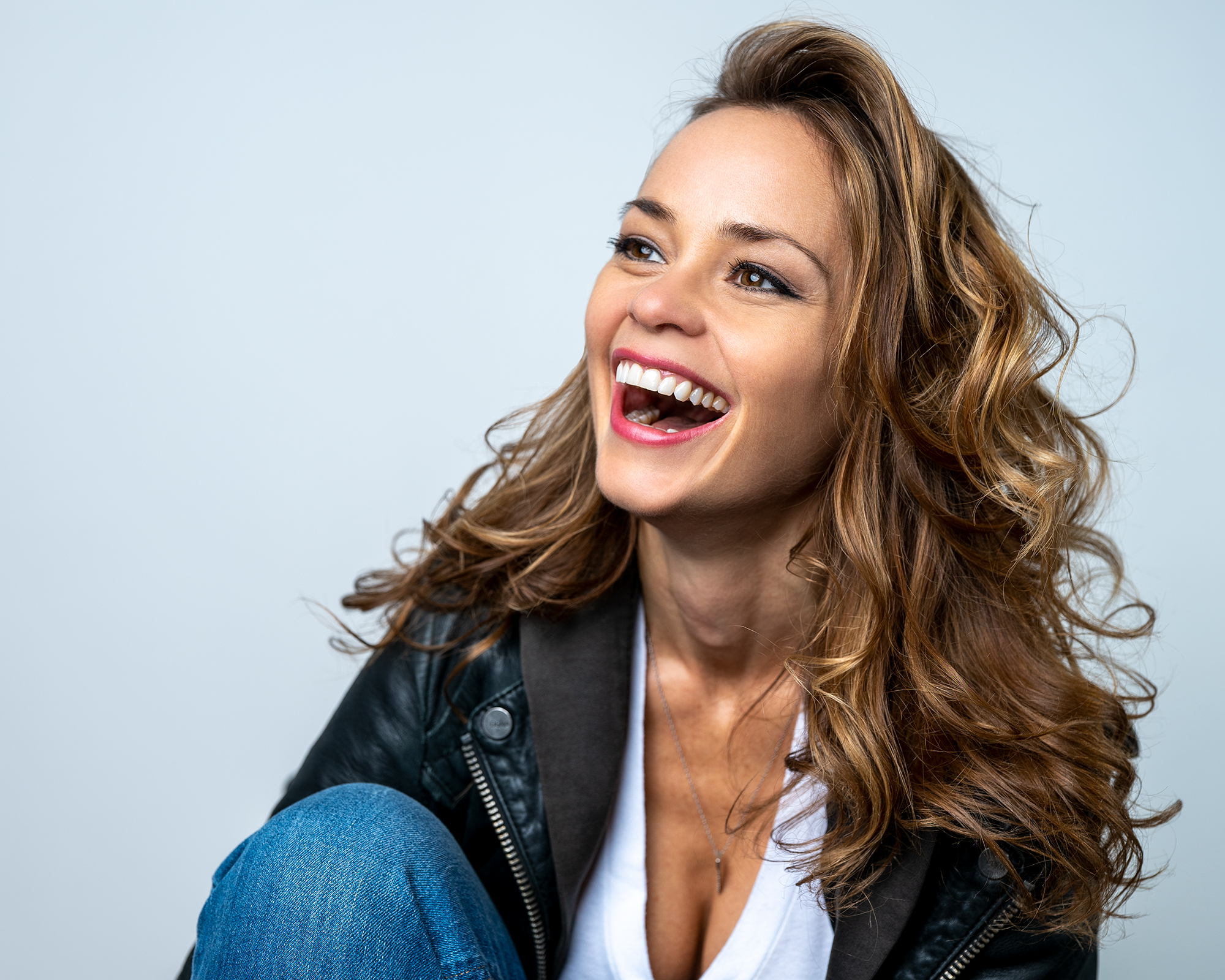
Betsy Beutler

Betsy Beutler (* 18. November 1988 als Elizabeth Beutler) ist eine US-amerikanische Filmschauspielerin.

## Leben
Beutler ist durch ihre Serienrollen Joanie in The Black Donnellys (2007) und Katie Collins in Scrubs – Die Anfänger (2009) sowie Scrubs: Interns (2009) bekannt. Sie hatte einige weitere Auftritte in Serien, wie etwa in Third Watch – Einsatz am Limit (2004), Liebe, Lüge, Leidenschaft (2006), Jung und Leidenschaftlich – Wie das Leben so spielt (2006) und Law & Order (2006). Im Zombiefilm Wasting Away – Zombies sind auch nur Menschen spielte sie eine Hauptrolle. Weitere Filmrollen erhielt sie in In Security (2010) und The Playback Singer (2013).
2009 lieh sie einigen Figuren im Computerspiel Dragon Age: Origins ihre Stimme.

## Filmografie (Auswahl)
- 2004: Third Watch – Einsatz am Limit (Third Watch, Fernsehserie, eine Folge)
- 2005, 2017: Law & Order: New York (Law & Order: Special Victims Unit, Fernsehserie, zwei Folgen)
- 2006: Liebe, Lüge, Leidenschaft (One Life to Live, Fernsehserie, zwei Folgen)
- 2006: Jung und Leidenschaftlich – Wie das Leben so spielt (As the World Turns, Fernsehserie, eine Folge)
- 2006: Law & Order (Fernsehserie, eine Folge)
- 2007: The Black Donnellys (Fernsehserie, 11 Folgen)
- 2007: The Bronx Is Burning (Fernsehserie, eine Folge)
- 2007: Wasting Away – Zombies sind auch nur Menschen (Wasting Away)
- 2007: Cold Case – Kein Opfer ist je vergessen (Cold Case, Fernsehserie, eine Folge)
- 2008: Spinning Into Butter
- 2009: Random! Cartoons (Fernsehserie, eine Folge)
- 2009: Scrubs – Die Anfänger (Scrubs, Fernsehserie, sieben Folgen)
- 2009: Scrubs: Interns (Webisodenminiserie, sechs Folgen)
- 2009: Dragon Age: Origins (VG)
- 2010: In Security (Fernsehfilm)
- 2011: Becoming Famous (Fernsehserie, eine Folge)
- 2013: The Playback Singer
- 2017: Hawaii Five-0 (Fernsehserie, eine Folge)
- 2017: Blindspot (Fernsehserie, eine Folge)
- 2017: Rosewood (Fernsehserie, eine Folge)
- 2017: The Most Popular Girls in School (Fernsehserie, sechs Folgen)
- 2018: The Brawler
- 2019: Inside Game
- 2021: Last Call
- 2021: Christmas vs. The Walters
- 2021: City on a Hill (Fernsehserie, eine Folge)
- 2022: Sanctioning Evil